# Бланау-Гвент
Бла́йнай-Гвент (валл. Blaenau Gwent) — область у складі Уельсу. Розташована на півдні країни. Адміністративний центр — Еббу-Вейл.

## Найбільші міста
Міста з населенням понад 3 тисячі осіб:
| № | Місто       | Населення, осіб (2001) |
| - | ----------- | ---------------------- |
| 1 | Еббу-Вейл   | 18 558                 |
| 2 | Тредегар    | 14 802                 |
| 3 | Брінмавр    | 14 722                 |
| 4 | Абертіллері | 11 194                 |
| 5 | Лланхіллет  | 3 002                  |